# 대구신매초등학교
대구신매초등학교는 대한민국 대구광역시 수성구 신매동(고산 1동)에 위치한 공립 초등학교이다.

## 연혁
- 1992-05-18 대구신매국민학교 설립 인가
- 1993-02-25 대구신매국민학교 착공
- 1993-09-01 초대 윤택호 교장 부임
- 1993-10-22 신축교사 본관 준공
- 1993-11-01 대구신매국민학교 개교(10학급 편성)
- 1993-12-28 신축교사 후관 준공
- 1994-02-18 제1회 졸업(졸업생수 130명)
- 1996-03-01 대구욱수초등학교 29학급 분리
- 1996-03-01 대구신매초등학교로 명칭 변경, 42학급 편성
- 1997-09-01 제2대 이성규 교장 부임
- 1997-10-14 급식소 준공
- 1998-05-13 본관 10개 교실 증축 완공
- 1998-06-22 민간업체 어학실 개관
- 1998-07-26 민간업체 컴퓨터실 개관
- 2003-03-01 제4대 정영 교장 부임
- 2004-03-01 제5대 박상옥 교장 부임
- 2005-09-01 대구청림초등학교 5학급 분교(46학급 편성)
- 2005-12-15 조례대 및 국기 게양대 설치, 천막지붕 교체
- 2005-12-21 운동장 생활체육 우레탄 시설 준공
- 2007-03-01 대구사월초등학교 11학급 분교(39학급 편성)
- 2007-09-01 제6대 안외순 교장 부임
- 2008-01-31 방송실 현대화
- 2008-09-30 교육환경개선사업(다목적실 설치 등 9종) 및 급식시설현대화
- 2008-11-30 CCTV 설치(8대)
- 2009-01-05 보건실 현대화
- 2009-02-10 천장형냉난방기 설치
- 2009-09-01 제7대 예재진 교장 부임
- 2010-05-10 돌봄교실 설치
- 2011-03-02 제8대 김영근 교장 부임)
- 2013-02-04 Wee클래스(학습상담실) 설치
- 2014-09-01 제9대 곽정애 교장 부임
- 2018-07-26 학교 강당/방송실 공사 실시
- 2018-09-01 제10대 박종희 교장 부임
- 2018-11-12 운동장 공사 실시